# 維卡幣

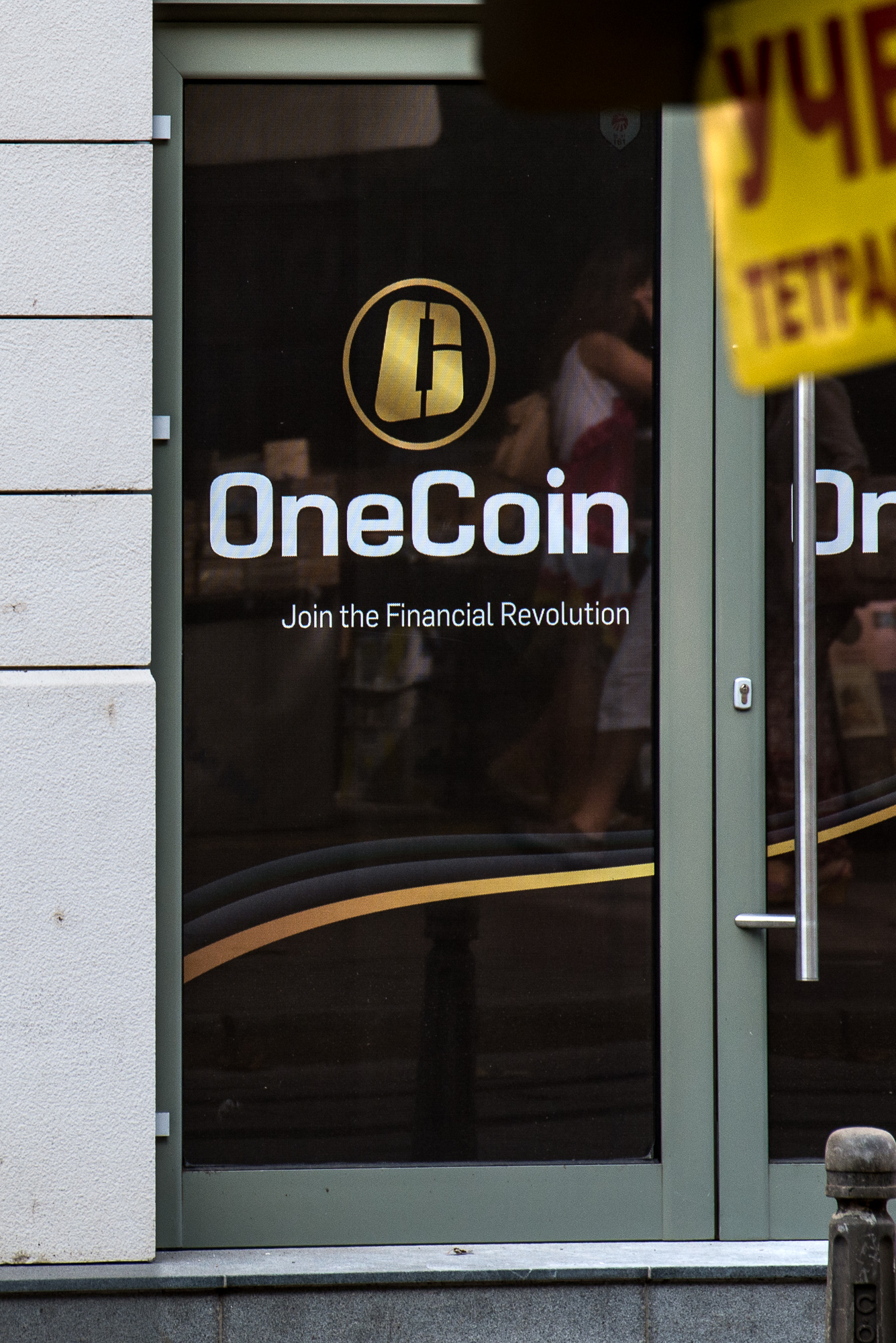
2016年，於保加利亞索非亞辦公大樓門上的OneCoin公司標誌

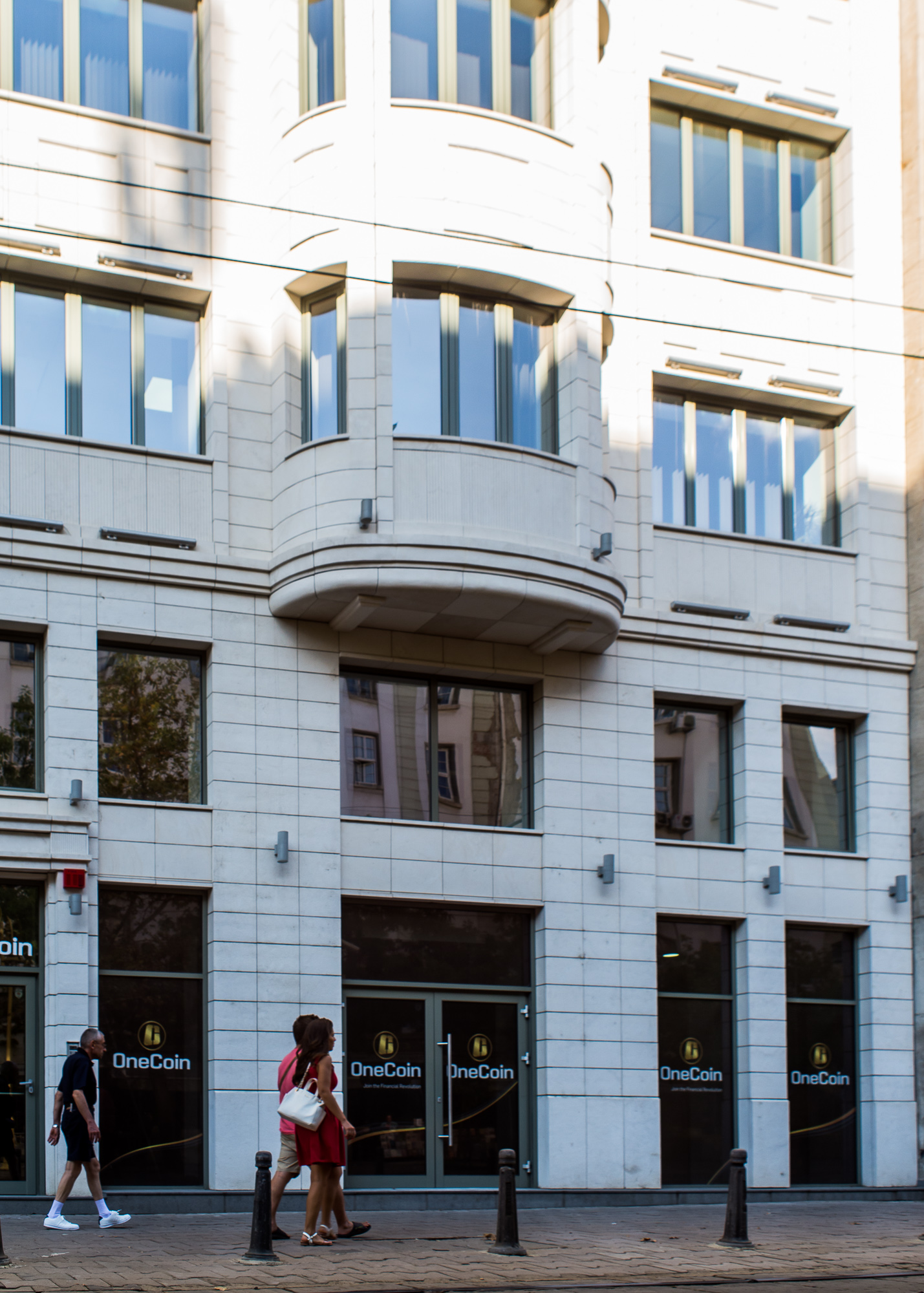
2016年，於保加利亞索非亞的OneCoin辦公處所外觀

維卡幣（英語：Onecoin）是一個投資騙局，吸金數十億美元，由創始人茹雅·伊格納托娃宣稱為可以取代比特幣的加密貨幣，號稱「比特币杀手」，繼承比特幣去中心化、存量完全靠算法確定，並採用KYC並記錄交易的方式讓政府認可，但並沒有相關的區塊鏈技術支持，所提供的代幣也不符合去中心化的特徵，只有架設網站的SQL資料庫，資料可輕易修改，與區塊鏈難以修改的定義不符。
維卡幣被因龐氏騙局、傳銷詐騙、違法吸金起訴，其本身與區塊鏈無關。2014年8月至2017年3月间，茹雅·伊格纳托娃通過維卡幣詐騙了高達40多亿欧元。2017年10月茹雅·伊格纳托娃突然失蹤。
2022年6月，茹雅·伊格納托娃被列名美國聯邦調查局十大通緝要犯。

## 外部連結
维基共享资源上的相關多媒體資源：維卡幣